# Ekaterina Pankova
Ekaterina Vadimovna Pankova (in russo Екатерина Вадимовна Панкова?; Ekaterinburg, 2 febbraio 1990) è una pallavolista russa.
Gioca nel ruolo di palleggiatrice nello Zareč'e Odincovo.

## Carriera
La carriera di Ekaterina Pankova inizia a livello giovanile nella città di Ekaterinburg, dove la sua famiglia si trovata al momento della sua nascita. All'età di sei anni la sua famiglia si trasferisce a Mosca, così gioca nello SDJUŠOR nº 21, dove viene impiegata sia come palleggiatrice che come libero. Nel 2007 partecipa al campionato mondiale under 18, classificandosi al terzo posto.
Nella stagione 2007-08 inizia la carriera professionistica con il Volejbol'nyj klub Zareč'e Odincovo, dove rivestendo il ruolo di riserva si aggiudica subito lo scudetto e la Coppa di Russia. Nel 2008 è finalista al campionato europeo under 19. Nella stagione 2009-10 vince il suo secondo scudetto, anche se continuando a rivestire il ruolo di riserva; pur non giocando da titolare nel suo club viene convocata per la prima volta in nazionale maggiore nel 2011. Diventa titolare a partire dal campionato 2011-12, ricevendo anche i gradi capitano della squadra. Nel 2013 torna a vestire la maglia della nazionale russa, venendo eletta anche qui capitana della squadra, vincendo la medaglia d'oro alla XXVII Universiade ed al campionato europeo, mentre nel 2014 vince la medaglia di bronzo al World Grand Prix.
Nella stagione 2014-15 viene ingaggiata dalla Ženskij volejbol'nyj klub Dinamo Moskva; nel 2015 con la nazionale vince la medaglia d'argento al World Grand Prix e quella d'oro al campionato europeo.

## Vita privata
Proviene da una famiglia fortemente legata al mondo della pallavolo: è infatti figlia dell'allenatore Vadim Pankov e dell'ex pallavolista Marina Nikulina, medaglia d'oro ai Giochi della XXIV Olimpiade di Seul; è inoltre la sorella del pallavolista Pavel Pankov.

## Palmarès

### Club
- Campionato russo: 2

2007-08, 2009-10
- Coppa di Russia: 1

2007
- Challenge Cup: 1

2013-14

### Nazionale (competizioni minori)
- Campionato mondiale under 18 2007
- Campionato europeo under 19 2008
- Montreux Volley Masters 2013
- Universiade 2013
- Montreux Volley Masters 2014
- Montreux Volley Masters 2018

### Premi individuali
- 2013 - Campionato europeo: Miglior palleggiatrice
- 2014 - Montreux Volley Masters: Miglior palleggiatrice